# Convocazioni alla Grand Champions Cup femminile 2013
Elenco delle giocatrici convocate per la Grand Champions Cup 2013.

## Brasile
| N° | Nome                   | Ruolo | Data di nascita   | Squadra        |
| -- | ---------------------- | ----- | ----------------- | -------------- |
| -  | José Roberto Guimarães | All   | 31 luglio 1954    | Campinas       |
| 1  | Fabiana Claudino       | C     | 24 gennaio 1985   | Sesi           |
| 2  | Caroline Gattaz        | C     | 27 luglio 1981    | Campinas       |
| 5  | Adenízia da Silva      | C     | 18 dicembre 1986  | Osasco         |
| 8  | Cláudia da Silva       | P     | 21 settembre 1987 | Campinas       |
| 9  | Michelle Pavão         | S     | 31 ottobre 1986   | Praia Clube    |
| 10 | Walewska de Oliveira   | C     | 1º ottobre 1979   | Campinas       |
| 11 | Tandara Caixeta        | S/O   | 30 ottobre 1988   | Campinas       |
| 12 | Natália Pereira        | S/O   | 4 aprile 1989     | Campinas       |
| 13 | Sheilla de Castro      | S/O   | 1º luglio 1983    | Osasco         |
| 14 | Fabiana de Oliveira    | L     | 7 marzo 1980      | Rio de Janeiro |
| 15 | Monique Pavão          | S/O   | 31 ottobre 1986   | Praia Clube    |
| 16 | Fernanda Garay         | S     | 10 maggio 1986    | Fenerbahçe     |
| 17 | Josefa de Souza        | P     | 2 marzo 1983      | Osasco         |
| 18 | Camila Brait           | L     | 28 ottobre 1988   | Osasco         |

## Giappone
| N° | Nome             | Ruolo | Data di nascita   | Squadra           |
| -- | ---------------- | ----- | ----------------- | ----------------- |
| -  | Masayoshi Manabe | All   | 21 agosto 1963    | -                 |
| 1  | Miyu Nagaoka     | S     | 21 luglio 1991    | Hisamitsu Springs |
| 2  | Hitomi Nakamichi | P     | 18 settembre 1985 | Toray Arrows      |
| 3  | Saori Kimura     | S     | 19 agosto 1986    | Galatasaray       |
| 4  | Kanako Hirai     | C     | 15 aprile 1984    | Hisamitsu Springs |
| 5  | Yukino Nagamatsu | P     | 8 febbraio 1989   | Hitachi Rivale    |
| 7  | Arisa Satō       | L     | 18 luglio 1989    | Hitachi Rivale    |
| 8  | Kotoki Zayasu    | L     | 11 gennaio 1990   | Hisamitsu Springs |
| 10 | Nana Iwasaka     | C     | 3 luglio 1990     | Hisamitsu Springs |
| 12 | Yuki Ishii       | S     | 8 maggio 1991     | Hisamitsu Springs |
| 13 | Risa Shinnabe    | S     | 11 luglio 1990    | Hisamitsu Springs |
| 14 | Yukiko Ebata     | S     | 7 novembre 1989   | Hitachi Rivale    |
| 16 | Saori Sakoda     | S     | 18 dicembre 1987  | Toray Arrows      |
| 17 | Akari Oumi       | S     | 10 novembre 1986  | NEC Red Rockets   |
| 19 | Riho Ōtake       | C     | 23 dicembre 1993  | Denso Airybees    |

## Rep. Dominicana
| N° | Nome                | Ruolo | Data di nascita   | Squadra             |
| -- | ------------------- | ----- | ----------------- | ------------------- |
| -  | Marcos Kwiek        | All   | -                 | -                   |
| 1  | Annerys Vargas      | C     | 7 agosto 1981     | Azəryol             |
| 2  | Winifer Fernández   | L     | 6 gennaio 1995    | Cienfuegos          |
| 4  | Marianne Fersola    | C     | 19 gennaio 1992   | César Vallejo       |
| 5  | Brenda Castillo     | L     | 5 gennaio 1992    | Rabitə Baku         |
| 7  | Niverka Marte       | P     | 19 ottobre 1990   | Deportivo Nacional  |
| 8  | Cándida Arias       | C     | 11 marzo 1992     | San Martín          |
| 11 | Jeoselyna Rodríguez | S/O   | 9 dicembre 1991   | César Vallejo       |
| 12 | Karla Echenique     | P     | 16 maggio 1986    | Lancheras de Cataño |
| 14 | Prisilla Rivera     | S/O   | 29 dicembre 1984  | Lokomotiv Baku      |
| 16 | Yonkaira Peña       | C     | 10 maggio 1993    | Toray Arrows        |
| 17 | Gina Mambrú         | S/O   | 21 gennaio 1986   | Pinkin de Corozal   |
| 18 | Bethania de la Cruz | S     | 13 maggio 1987    | GS Caltex Seoul     |
| 19 | Ana Binet           | L     | 9 febbraio 1992   | Samaná              |
| 20 | Brayelin Martínez   | S/O   | 11 settembre 1996 | Mirador             |

## Russia
| N° | Nome                   | Ruolo | Data di nascita  | Squadra          |
| -- | ---------------------- | ----- | ---------------- | ---------------- |
| -  | Jurij Maričev          | All   | -                | -                |
| 3  | Dar'ja Stoljarova      | S/O   | 29 marzo 1990    | Fakel            |
| 5  | Ljubov' Sokolova       | S     | 4 dicembre 1977  | Dinamo Krasnodar |
| 7  | Svetlana Krjučkova     | L     | 21 febbraio 1985 | Dinamo Krasnodar |
| 10 | Ekaterina Pankova      | P     | 2 febbraio 1990  | Zareč'e Odincovo |
| 11 | Viktorija Rusakova     | S     | 23 ottobre 1988  | Uraločka         |
| 12 | Aleksandra Pasynkova   | S/O   | 14 aprile 1987   | Uraločka         |
| 13 | Evgenija Starceva      | P     | 12 febbraio 1989 | Dinamo-Kazan     |
| 14 | Natal'ja Dianskaja     | C     | 7 marzo 1989     | Dinamo Krasnodar |
| 16 | Julija Sedova          | C     | 8 gennaio 1985   | Dinamo Mosca     |
| 17 | Natal'ja Malych        | S     | 8 dicembre 1993  | Zareč'e Odincovo |
| 19 | Anna Malova            | L     | 16 aprile 1990   | Ufimočka         |
| 20 | Anastasija Šljachovaja | C     | 5 ottobre 1990   | Omička           |

## Stati Uniti
| N° | Nome              | Ruolo | Data di nascita   | Squadra          |
| -- | ----------------- | ----- | ----------------- | ---------------- |
| -  | Karch Kiraly      | All   | 3 novembre 1960   | -                |
| 1  | Alisha Glass      | P     | 5 aprile 1988     | Fenerbahçe       |
| 4  | Cursty Jackson    | C     | 11 settembre 1990 | Rabitə Baku      |
| 5  | Tamari Miyashiro  | L     | 8 luglio 1987     | Vilsbiburg       |
| 7  | Cassidy Lichtman  | S     | 25 maggio 1989    | Stati Uniti      |
| 8  | Lauren Gibbemeyer | C     | 8 settembre 1988  | Lokomotiv Baku   |
| 9  | Kristin Richards  | S     | 30 giugno 1985    | Campinas         |
| 10 | Jordan Larson     | S     | 16 ottobre 1986   | Dinamo-Kazan     |
| 12 | Kayla Banwarth    | L     | 21 gennaio 1989   | Rabitə Baku      |
| 13 | Christa Harmotto  | C     | 12 ottobre 1986   | Eczacıbaşı       |
| 14 | Nicole Fawcett    | O     | 16 ottobre 1986   | Korea Expressway |
| 15 | Kelly Murphy      | O     | 20 ottobre 1989   | Stati Uniti      |
| 16 | Kimberly Hill     | S     | 30 novembre 1989  | Atom Trefl Sopot |
| 17 | Lauren Paolini    | C     | 22 agosto 1987    | Hitachi Rivale   |
| 20 | Jenna Hagglund    | P     | 28 maggio 1989    | Vilsbiburg       |

## Thailandia
| N° | Nome                         | Ruolo | Data di nascita  | Squadra          |
| -- | ---------------------------- | ----- | ---------------- | ---------------- |
| -  | Kiattipong Radchatagriengkai | All   | 2 aprile 1972    | -                |
| 1  | Wanna Buakaew                | L     | 2 gennaio 1981   | İqtisadçı        |
| 2  | Piyanut Pannoy               | L     | 10 novembre 1989 | Supreme Nakhon   |
| 4  | Thatdao Nuekjang             | S     | 3 febbraio 1994  | Idea Khonkaen    |
| 5  | Pleumjit Thinkaow            | C     | 9 novembre 1983  | İqtisadçı        |
| 6  | Onuma Sittirak               | S     | 13 giugno 1986   | İqtisadçı        |
| 10 | Wilavan Apinyapong           | S     | 6 giugno 1984    | İqtisadçı        |
| 11 | Amporn Hyapha                | C     | 19 maggio 1985   | Nakornnonthaburi |
| 12 | Tapaphaipun Chaisri          | S/O   | 29 novembre 1989 | Idea Khonkaen    |
| 13 | Nootsara Tomkom              | P     | 7 luglio 1985    | Rabitə Baku      |
| 15 | Malika Kanthong              | S/O   | 8 gennaio 1987   | Nakornnonthaburi |
| 16 | Pornpun Guedpard             | P     | 5 maggio 1993    | Nakornnonthaburi |
| 18 | Ajcharaporn Kongyot          | C     | 18 giugno 1995   | Supreme Nakhon   |